# Peramuridae
Peramuridae — вимерла родина ссавців ряду Peramura з вимерлої групи Затерії (Zatheria). Родина існувала у кінці юрського на початку раннього крейдяного періоду.

## Роди
- Afriquiamus
- Kiyatherium
- Kennetheredium
- Magnimus
- Minimus
- Tendagurutherium
- Peramus
- Palaeoxonodon
- Abelodon
- Pocamus
- Kouriogenys[1]
- Peramuroides[1]